# محمية الردوم الطبيعية
محمية الردوم الطبيعية الإتحادية أو حظيرة الردوم كما يطلق عليها أحياناً هي محمية طبيعية وطنية تقع في اقصى الطرف الغربي بولاية جنوب دارفور بالسودان على ارتفاع 450 متر (1476.37 قدم) فوق سطح البحر على مسافة 1121 كيلو متر (696,55 ميل) تقريباً من الخرطوم وحوالي 286 كيلومتر (177.71 ميل) من نيالا على الحدود مع جنوب السودان وجمهورية أفريقيا الوسطى. وتشكل جزء منها منطقة نزاع حدودي مع دولة جنوب السودان بعد انفصاله عن السودان عام 2011. وقد تم إعلانها محمية وطنية في عام 1981 .وتتميز بتنوعها الحيوي وحياتها البرية التي تُهددها عدة عوامل بشرية وسُجِلَت في منظمة الأمم المتحدة للتربية والعلوم والثقافة اليونسكو، ضمن محميات الشبكة العالمية لمحميات المحيط الحيوي.

## تاريخ الإنشاء
كانت الحظيرة في البداية منطقة طبيعية محظورة وبعد توقيع السودان على الاتفاقية العالمية لحماية الحيوانات البرية والبيئية أو ما يعرف بإتفاقية السايتس (بالإنجليزية CITES) في السبعينات من القرن الماضي بدأ في تحديد مناطق معينة حسب المواصفات والمعايير ومتطلبات المحميات الطبيعية ومن ثم تم الإعلان رسميا عن إنشاء حظيرة الردوم الاتحادية في عام 1981م. وذلك وفقا لاحكام المادة السادسة من قانون الحفاظ على الحيوانات البرية والنباتات الطبيعية وتكاثرها والذي ينص على حماية الحياة البرية والنباتات وحماية المناظر الطبيعية في المحميات والتكوينات الجيولوجية ذات القيمة العلمية أو الجمالية الخاصة وذلك لمتعة أو منفعة الجمهور عامة. ووفقاَ للقانون يحظر الصيد فيها أو استغلال موجوداتها بطريقة مخربة للحياة البرية والبيئية والطبيعية.

## الموقع الجغرافي والمساحة
تقع المحمية بين خطي عرض 23 و24 شرقاَ وخطي الطول 8 و10 شمالا وتبعد مسافة و57 كيلومتر (91.73 ميل) من حدود جنوب السودان على مساحة قدرها الإجمالي 13971 كيلومتر مربع تقريباً (حوالي 22484.14 ميل) أو 1.250.970 هكتار (حوالي 3,091,200 فدان).

ويحدها من الغرب جنوب السودان ومن الجنوب والجنوب الشرقي جمهورية أفريقيا الوسطى ويشكل نهرا عاده وأمبلاشا الحدود الشمالية والجنوبية على التوالي للحظيرة وهي متاخمة لمحمية أندريه فيليكس الوطنية في جمهورية أفريقيا الوسطى.
تمتدالحظيرة من جبل يارا الذي يقع على حدود السودان مع افريقيا الوسطى بين خط طول 40.23 وعرض 53.9، ومن جبل يارا في خط مستقيم ومن ناحية الشرق بركة خضرة في بين خط طول 57.23 وخط عرض 47.9 ومن بركة خضرة اتجاه الجنوب الشرقي إلى نقطة تقع على خور قريشو بين خط طول 8.24 وخط عرض 9.47 من ثم في موازاة الحدود الفاصلة بين ولاية جنوب دارفور وولاية بحر الغزال في جنوب السودان والتي تمر بنهر عاده حتى ملتقاه بنهر بيكي ونهر تيقو ثم ملتقاه بنهر ريكي حتى منتهاه ومن ثم غربا حتى الحدود الفاصلة بين السودان وجمهورية أفريقيا الوسطى بين خط طول 24.16 وخط عرض 42.8 ومن هذه النقط في متابعة الحدود الدولية حتي جبل يارا.

## السكان
يعيش في المحمية حوالي 16000 شخص ما في ذلك اللاجئون حسب تقديرات عام (2001). ويشمل النطاق الحضري فيها بلدتي الردوم، وكفيا كنجي، وقرى مشيطير، وبريكات، وأم قدول، وسونغو، والحفرة، وبيميزة، وديم قوز حارة، وتشيلي شرق، وماجد، ودافاج، وتيتريبي، وكافيندباي شرق، كافيندباي غرب، والعمارة، وأم حجر، وكرمندورة، وشولا، الفيفي، ومحارة، وطيبة.

## النظام الإيكولوجي والحياة البرية
يتسم النظام الايكولوجي البيئي في المحمية بالتنوع النباتي ويشمل ذلك غابات السافانا الغنية والغابات النهرية إلى جانب المراعي والمروج الرطبة ويسود الغطاء النباتي اشجار هليلج رخو وقمبريط وميشطة في السافانا وحشائش الحمرور والخزمزم والثيل واعشاب ثمام. وتشكل الاعشاب ونباتات الاحراش حوالي 90 % من الموائل، في حين أن البقية تتكون من الغابات. كما توجد بالمحمية اشجار السدر والهجليج والصباغ والصهب والدوم والمهوغني.
ومن أبرز الحيوانات الموجودة بالحظيرة البقا الكبير وأبو عرفو التيتل والكتمبور والمور والبشمات وغزال سنجة وغزال السير والقرود بأنواعها المختلفة والضباع والنعام والسلاحف والأسود والنمور، وكلب السمع والحلوف أبو نباح. كما يوجد العديد من الطيور المستوطنة والمهاجرة 
بعض أنواع الحيوانات الموجودة في المحمية

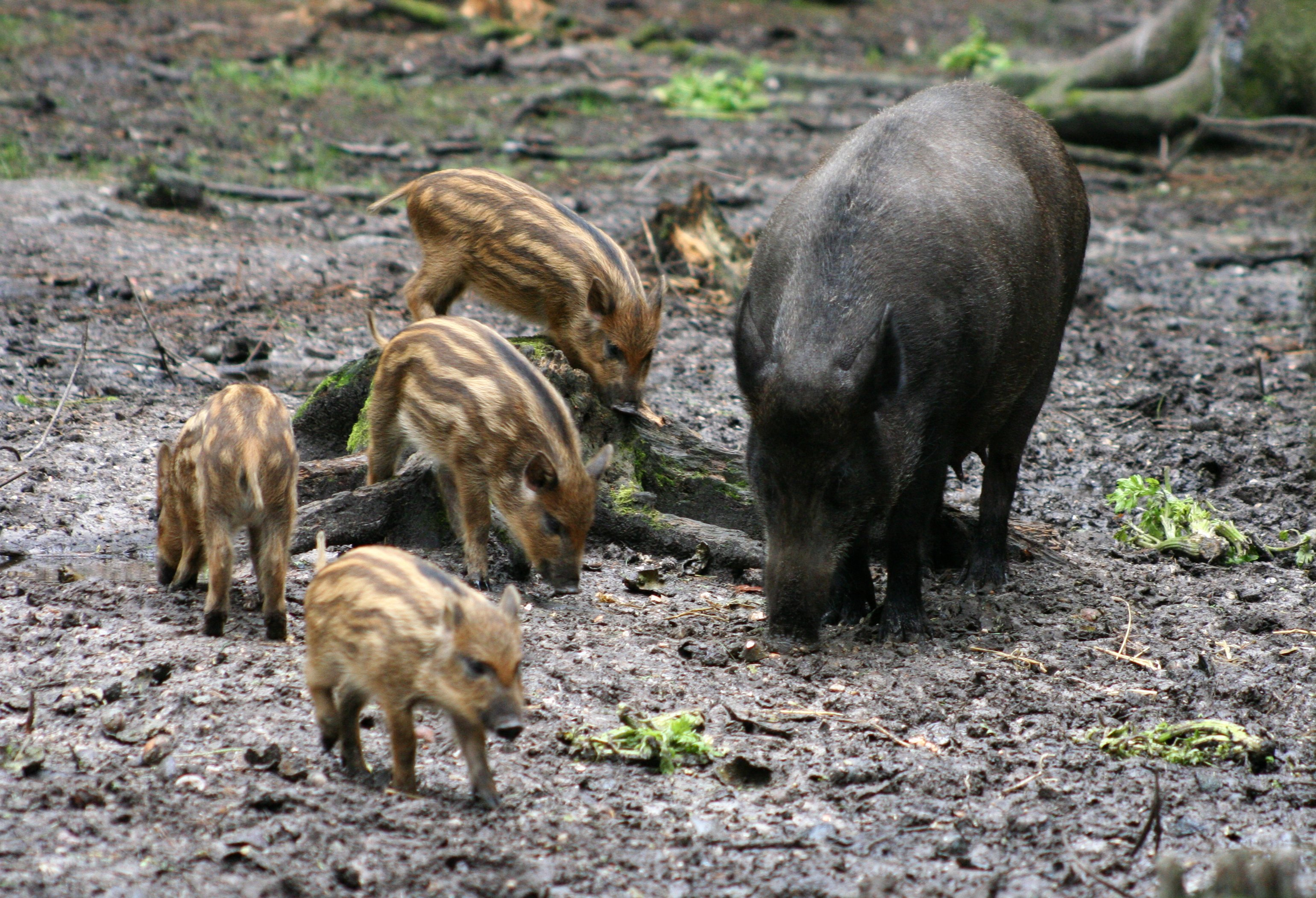
الخنزير البري الحلوف
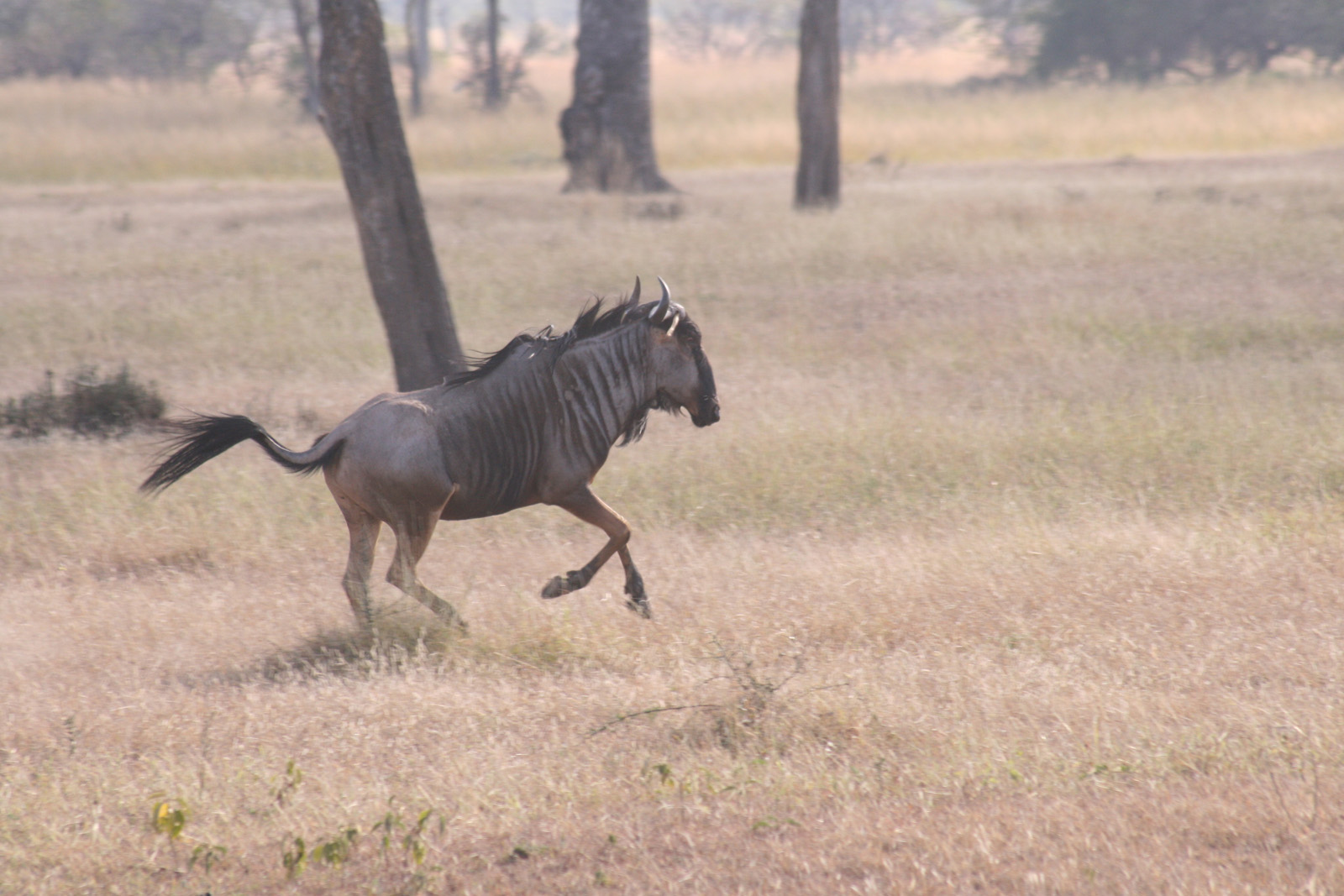
التيتل النو
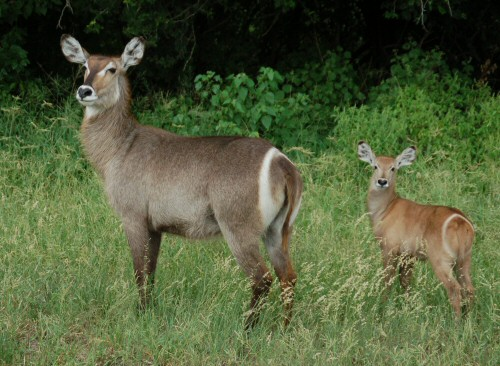
ظبي الماء
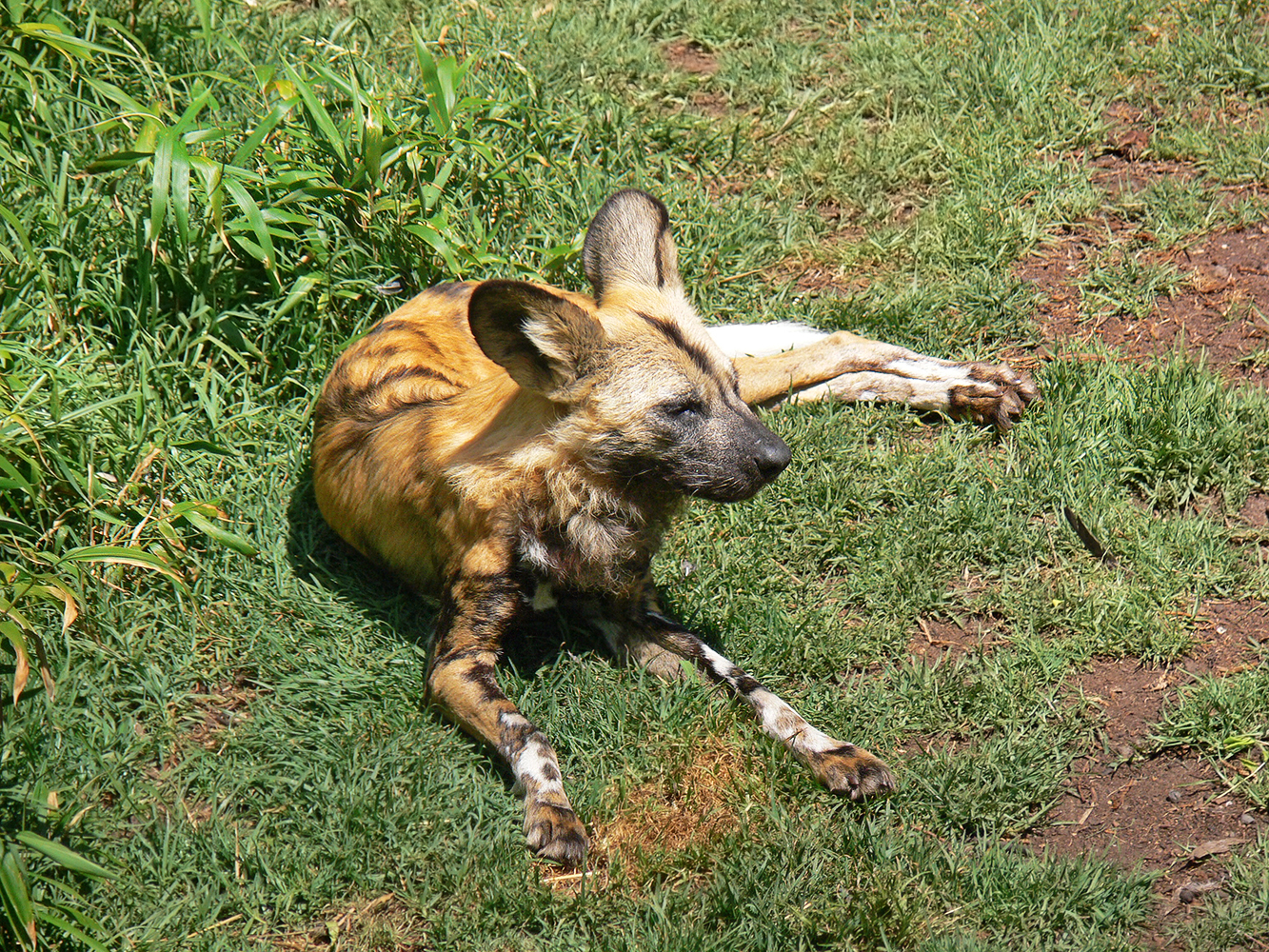
الكلب البري الإفريقي
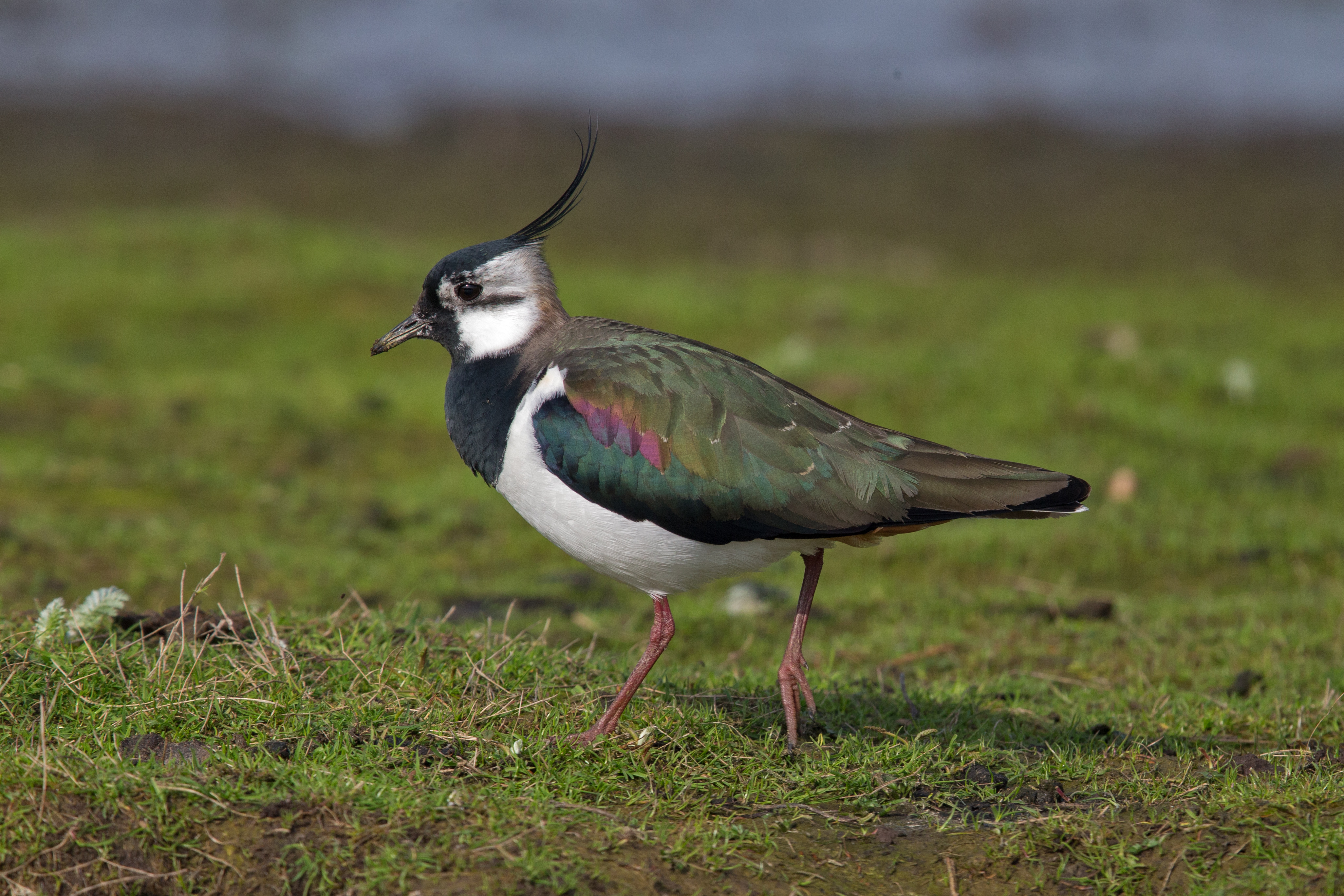
أبو عرف

## مورفولوجيا المحمية
التركيب الجيولوجي والطبوغرافي لمنطقة المحمية يؤثر بشكل كبير على تعدد البيئات بها وعلى توزيع النباتات فيها، وخصوصا توزيع أنواع الأكاشيا. والوصف المورفولوجي العام لها هو أنها تتكون من تلال وجبال متفرقة بشكل رئيسي من بينها جبل يارا، على ارتفاعات تصل إلى حوالي 450 متر (1476.37 قدم) فوق مستوى سطح البحر تتخللها عدة وديان وخيرانموسمية ومسطحات مائية أخرى منها نهر بيكي ونهر تيقو ونهر ريكي وتتحكم التراكيب الجيولوجية في كثير منها، مع وجود نهرين دائمين هما نهري عاده (ويسمى محلياَ بحر آده) وامبشيلا. وتشكل سلسلة الجبال داخل المحمية نقطة فاصلة تقسم النظام الهيدروغرافي لأفريقيا الوسطى والسودان وخط تقسيم المياه بين روافد نهر النيل الأبيض في الجنوب وشمال نهر الكونغو. تغطي الأنهار والجداول والخيران و البرك معظم مساحة المحمية.

## المناخ
يسود المحمية المناخ شبه الاستوائي المعروف بغزارة أمطاره وارتفاع نسبة الرطوبة، إذ يتراوح معدل هطول الأمطار السنوي بين 900-100 مليمتر (35–67 بوصة)، ومتوسط الرطوبة النسبية السنوية بين 57-65%؛ بينما يبلغ متوسط درجة الحرارة السنوية 16-27 درجة مئوية (60.8-80.6 فهرنهايت).

## الأهمية الاقتصادية
تتمتع المحمية بطبيعة بستانية في اتجاهها الجنوبي الغربي بجانب أراضٍ طينية رملية صالحة للزراعة بأنواعها المختلفة من محاصيل وحبوب زيتية ومختلف أنواع الفاكهة، أما من ناحية الشمال فتسودها أراضي قيزان (المفرد قوز) خصبة تنتج المحاصيل النقدية مثل الدخن والكركدي واللوبيا. كما تتم تربية الحيوان حيث تقدر أعداد الماشية حوالي 15 ألف رأس.
بعض أنواع نباتات المحمية

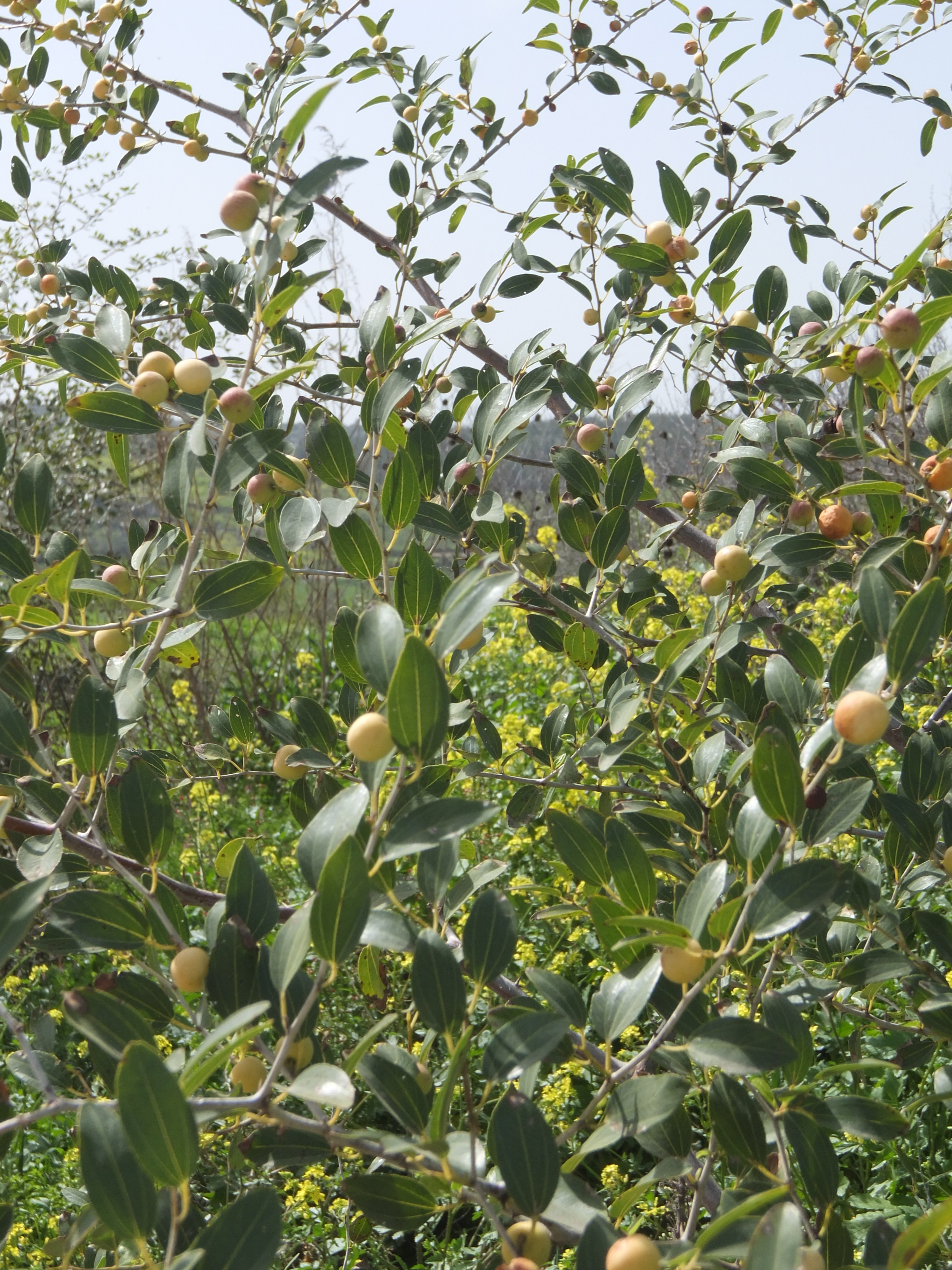
السدر
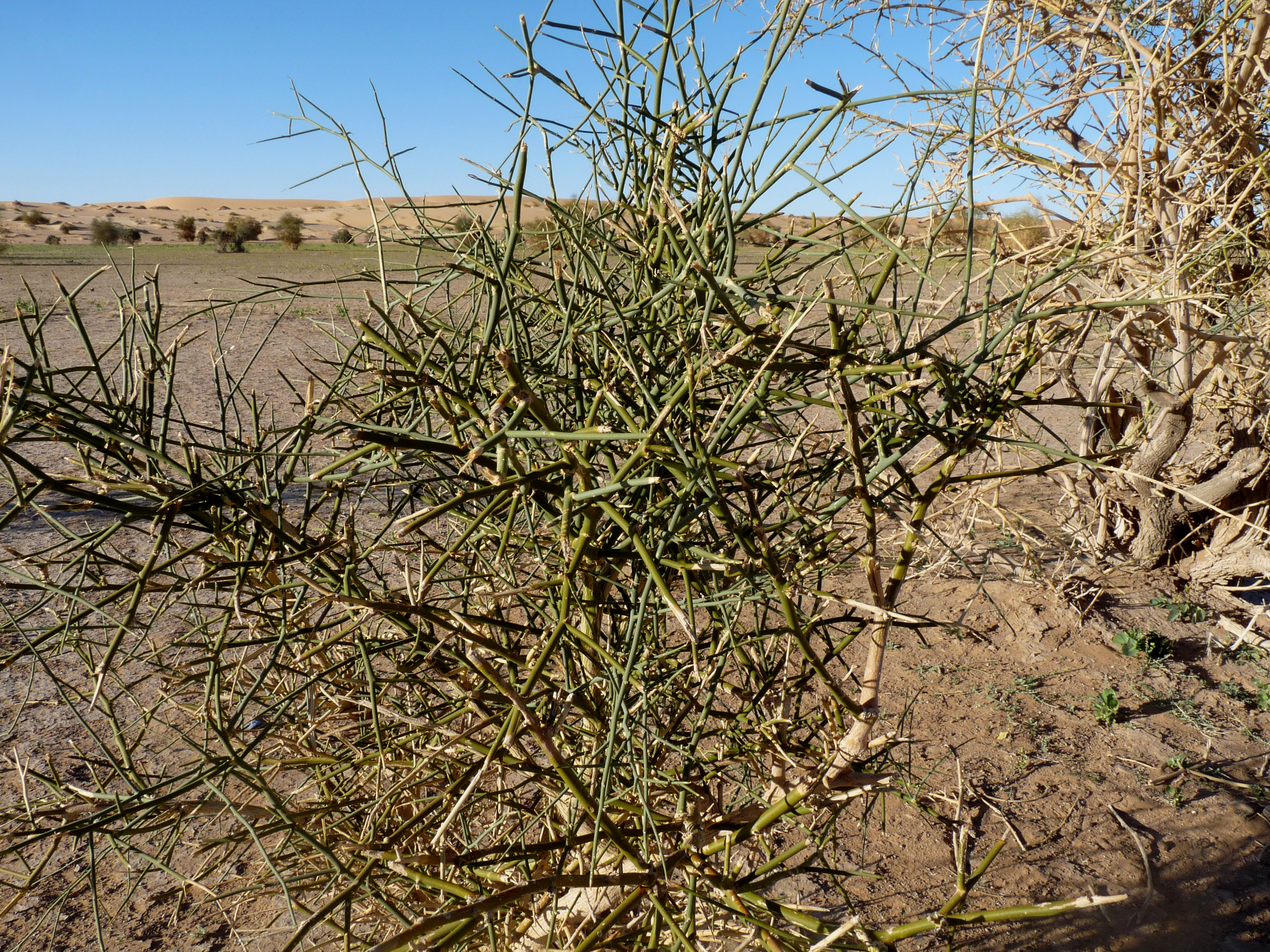
الهجليج
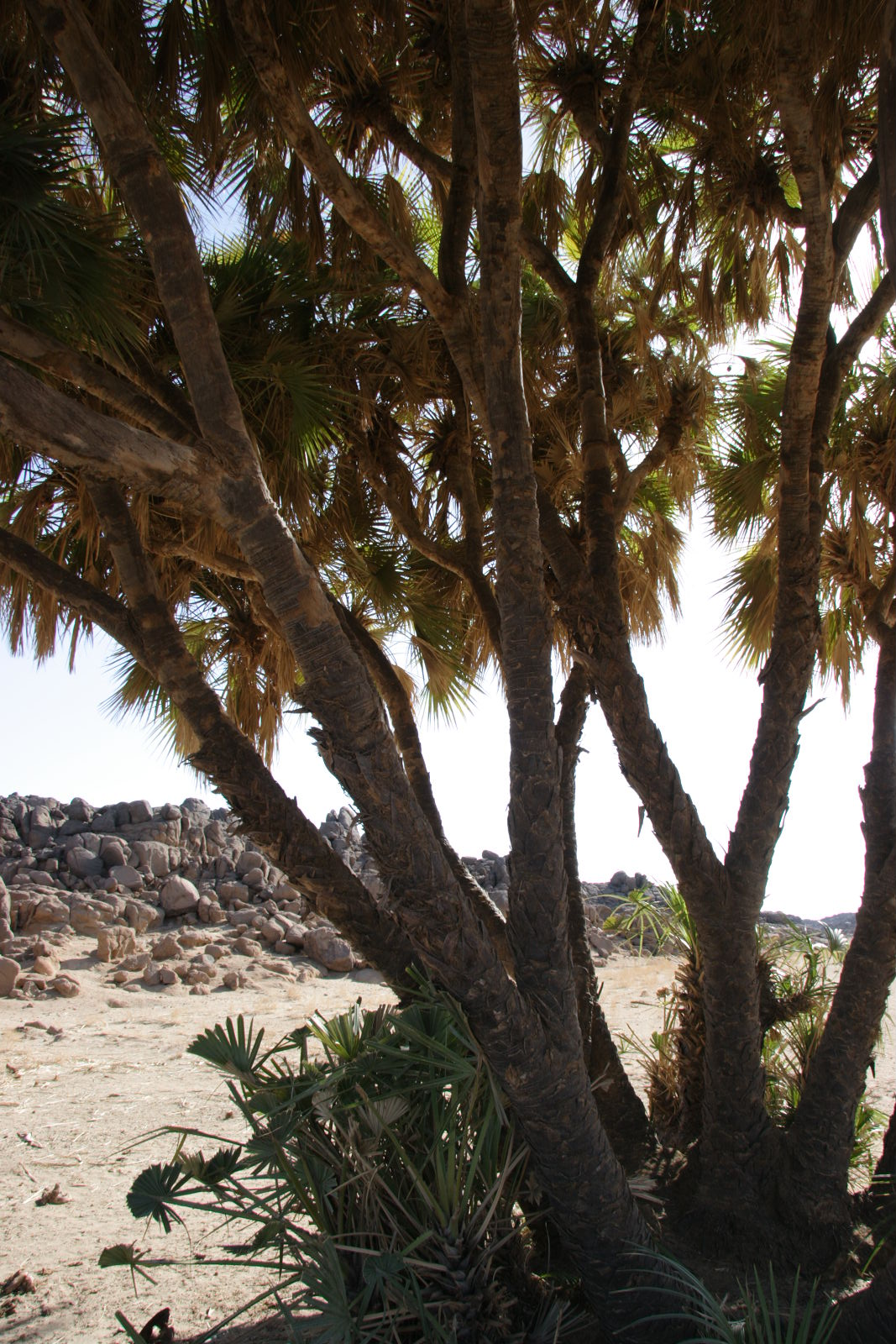
الدوم
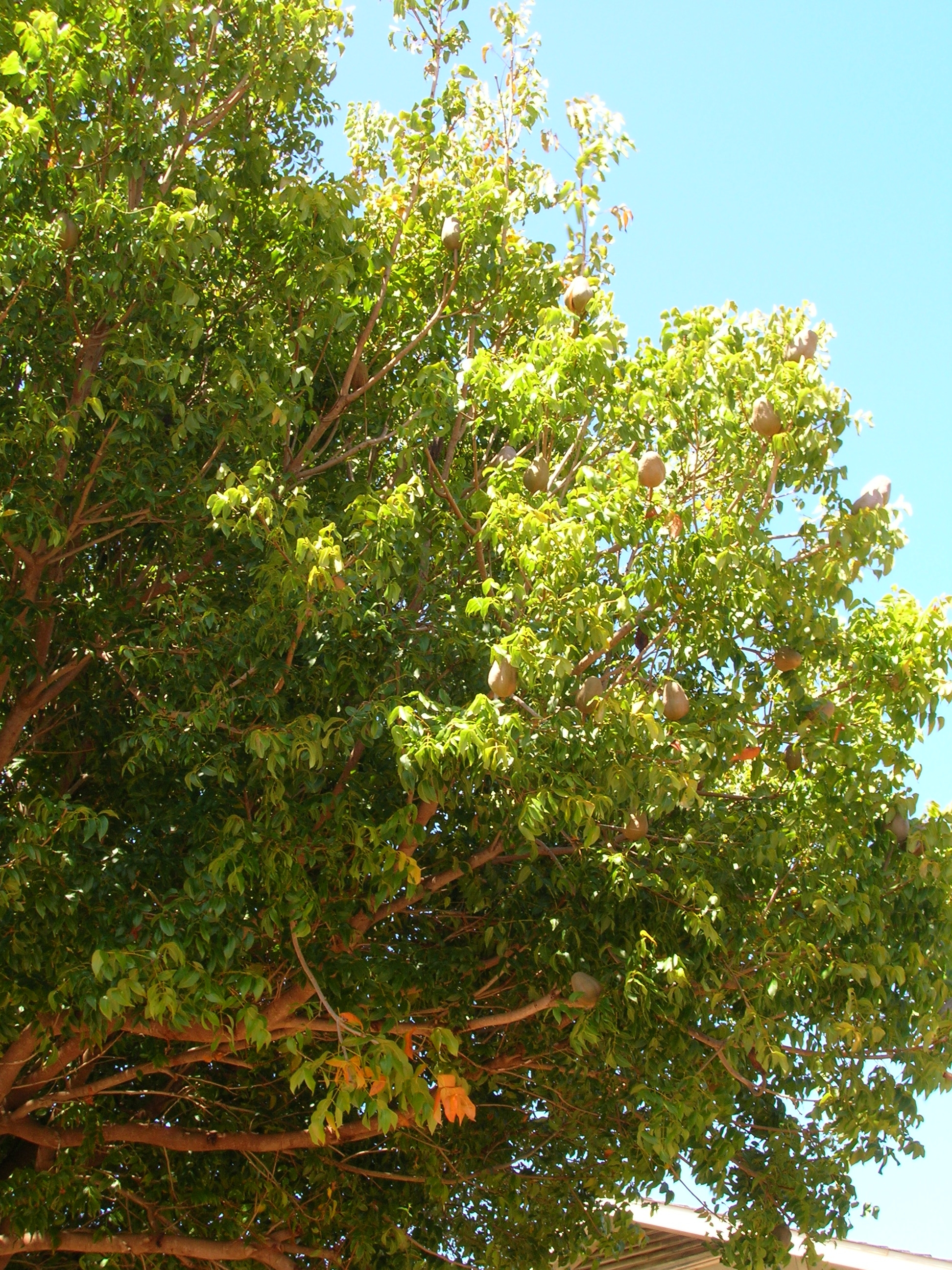
الماهوجني

## المهددات
حظائر الصيد، والحظائر المحمية وموائل الحياة البرية في السودان تفتقر إلى الإدارة السليمة أو التدابير الوقائية الجادة. ولا توجد في هذه المناطق دوريات منتظمة أو خاضعة لإدارة جيدة ولا فرق مراقبة أو تقييم. وبما أن السودان يعد موطن عبور للعديد من الأنواع المهمة والمعرضة للخطر عالميًا من الثدييات والطيور والزواحف والنباتات، بالأضافة إلى الأنواع المستوطنة فيه، فأنه بحاجة إلى الدعم والمساعدة الدوليين حيث ينبغي الاهتمام بإدارة صناعة السياحة وتطويرها والتي تتم في الوقت الحالي بشكل غير صحيح؛ كما يجب أن تكون هناك خطة لإدارة وحفظ ولو عدد قليل من الحيوانات البرية النادرة والموائل الثمينة في البلاد. ويحتاج السودان أبضاً إلى مزيد من الاستثمار في صناعة السياحة والبنية التحتية وتأهيل الكثير من الكوادر المدربة تدريباَ جيداً للعمل في صناعة السياحة وحماية الحياة البرية على حد سواء. وينبغي جمع كافة الأسلحة النارية غير المرخصة في البلاد، وبشكل خاص في جنوب دارفور فضلاً عن حظر الصيد طالما استلزم الأمر إعادة إعمار الحظيرة. وفوق كل ذلك كله الاستفادة من بقايا الحياة البرية، وبكل تأكيد هناك حاجة ماسة إلى الأمن والاستقرار في الحظيرة ومحيطها.
لقد توغل الرعاة وقطعانهم إلى عمق المحمية، الأمر الذي أوجد منافسة على المياه والنبات فيها، كذلك تعاني الأراضي في المحمية من تدهور متزايد جراء عمليات الحرق والإفراط في الرعي والصيد الجائر غير المسؤول. وكان توفر الأسلحة النارية هو العامل الأكثر خطورة في الحد من الحياة البرية في محمية الردوم الوطنية. وأدت مستويات الصيد غير الخاضعة للرقابة وغير المستدامة إلى تدمير مجموعات الأحياء البرية وتسببت في القضاء على العديد من الأنواع الأكبر حجمًا. ويتخذ صيد الحيوانات في السودان شكلين عامين: الصيد الجائر للمنتجات غير الحيوانية وثقافة أكل لحوم حيوانات الأدغال واستخدام جلودها في الصناعة.

ويمكن ايجاز أبرز المهددات في الآتي:
- الرعي الكثيف: حيث يتخذ أهل البادية الاتجاه الشمالي من الردوم موقعاً للرعي خاصة بعد انفصال دولة الجنوب التي حرمت الرعاة من عبور الحدود جنوباً.
- بعد المسافات: حيث يصعب الوصول إلى المحمية بسهولة خصوصا في الموسم المطير، فالطريق الرابط بينها وبين محلية برام مثلاً تبلغ حوالى 200 كيلو متر (321.86 ميل).
- غياب الخدمات الأساسية: بما فيها الخدمات اللوجستية وشح الكوادر الطبية والتعليمية والأمنية.
- تفشي الأمراض: خاصة الأمراض والأوبئة المدارية كعمى الجور والبلهارسيا والفلاريا والملاريا.
- الهجرة من الشمال: بسبب التصحر وقطع الأشجار والصيد الجائر [9]